# Andy Clark (Philosoph)
Andrew Clark (* 1957) ist ein britischer Philosoph.

## Leben
Er ist gegenwärtig Professor für Kognitive Philosophie an der University of Sussex und war zuvor Professor für Philosophie am Lehrstuhl für Logik und Metaphysik an der University of Edinburgh in Schottland. Davor war er Direktor des Cognitive Science Program an der Indiana University Bloomington, Indiana und lehrte zuvor an der Washington University in St. Louis, Missouri.  
Clark ist eines der Gründungsmitglieder des Verbundforschungsprojekts CONTACT, dessen Ziel es ist, die Rolle zu untersuchen, die die Umwelt bei der Gestaltung der Natur der bewussten Erfahrung spielt. 
Clarks Veröffentlichungen befassen sich mit der Philosophie des Geistes und er gilt als führender Wissenschaftler der mind extension. Er hat außerdem über Connectionismus, Robotik und die Rolle und Art der mentalen Repräsentation gearbeitet.
2015 wurde er zum Mitglied (Fellow) der British Academy gewählt.

## Schriften
- Microcognition: Philosophy, Cognitive Science and Parallel Distributed Processing (1989)
- Associative Engines: Connectionism, Concepts and Representational Change (1993)
- Being There: Putting Brain, Body and World Together Again (1997)
- Mindware: An Introduction to the Philosophy of Cognitive Science (2001)
- Natural-Born Cyborgs: Minds, Technologies, and the Future of Human Intelligence (2004)
- Supersizing the Mind: Embodiment, Action, and Cognitive Extension (2008)
- Surfing Uncertainty: Prediction, Action, and the Embodied Mind (2016)
- The Experience Machine: How Our Minds Predict and Shape Reality (2023)